# Eva Herzigová

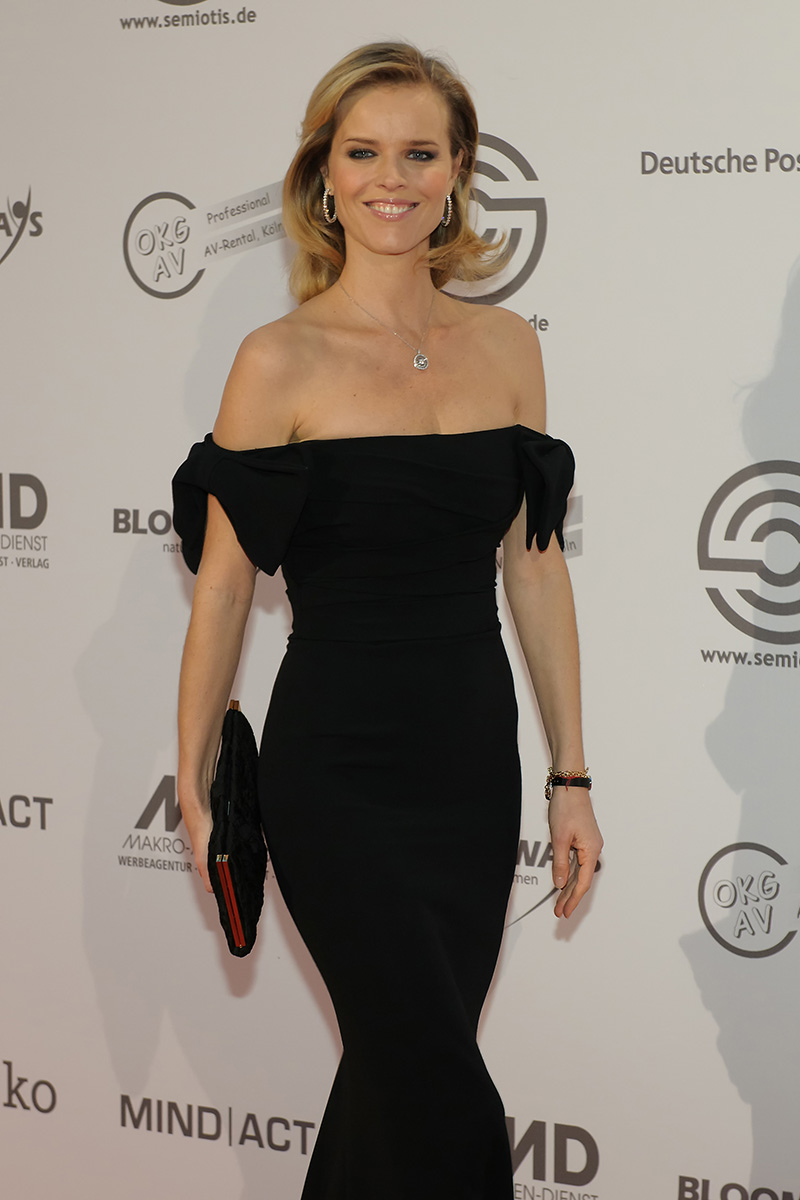
Eva Herzigova (2012)

Eva Herzigová (* 10. März 1973 in Litvínov, Tschechoslowakei) ist eine tschechische Schauspielerin und Supermodel.

## Leben
Herzigová begann ihre Modelkarriere im Alter von 16 Jahren, nachdem sie 1989 einen von der französischen Modelagentur Metropolitan Models veranstalteten Modelwettbewerb in Prag gewann und zog dann nach Paris.
Als 1994 das US-amerikanische Unternehmen Sara Lee eine Kampagne mit ihr im Wonderbra als Werbeplakat mit dem Spruch „Hello Boys“ auf dem New Yorker Times Square startete, wurde sie als „Miss Wonderbra“ weltberühmt. Daraufhin erhielt sie Aufträge für Victoria’s Secret, Louis Vuitton, Hugo Boss und war auf den Titelseiten von Elle und Vogue.
Herzigová spielte Nebenrollen in Jean-Marie Poires Film Die Schutzengel und Ellen von Unwerths Film Inferno.
1996 heiratete Herzigová Tico Torres, den Schlagzeuger der Band Bon Jovi, die Ehe wurde 1999 geschieden. Seit 2006 ist sie mit dem Italiener Gregorio Marsiaj verheiratet, mit dem sie bereits seit 2001 liiert war. Das Paar hat zusammen drei Kinder.
Im Februar 2025 war Herzigovà Gastjurorin bei Germany’s Next Topmodel.